# Малая Вязовка
Малая Вязовка — посёлок в Большеглушицком районе Самарской области. Входит в состав сельского поселения Александровка.

## География
Расположен в верховьях реки Малая Вязовка на севере района, в 4 км к северо-западу от села Александровка, в 28 км к северу от села Большая Глушища, в 68 км к юго-востоку от Самары.
К посёлку ведёт подъездная дорога от проходящей в 1 км к югу автодороги А300 — Александровка. Имеются два крупных пруда на реке в посёлке.

## История
В 1973 г. Указом Президиума ВС РСФСР поселок отделения № 5 совхоза «Правда» переименован в Малая Вязовка.

## Население
| 2010 |
| ---- |
| 161  |